# Чили на летних Олимпийских играх 2024
Сборная Чили участвовала в летних Олимпийских играх 2024 в Париже и завоевала одну золотую и одну серебряную медали. 48 чилийских спортсмена соревновались в 19 видах спорта. 

## Медали
См. также Список призёров летних Олимпийских игр 2024 и Медальный зачёт на летних Олимпийских играх 2024.
| Медаль | Спортсмен          | Вид спорта | Соревнование                    | Дата      |
| ------ | ------------------ | ---------- | ------------------------------- | --------- |
| 1      | Франсиска Кроветто | Стрельба   | скит (женщины)                  | 4 августа |
| 2      | Ясмани Акоста      | Борьба     | греко-римская борьба, до 130 кг | 6 августа |

## Квалификация
| № п/п | Вид спорта                  | Мужчины        | Мужчины                | Женщины        | Женщины                | Всего          | Всего                  |
| № п/п | Вид спорта                  | Завоевано квот | Количество спортсменов | Завоевано квот | Количество спортсменов | Завоевано квот | Количество спортсменов |
| ----- | --------------------------- | -------------- | ---------------------- | -------------- | ---------------------- | -------------- | ---------------------- |
| 1     | Академическая гребля        | 1              | 2                      | 1              | 2                      | 2              | 4                      |
| 2     | Борьба                      | 2              | 2                      |                |                        | 2              | 2                      |
| 3     | Велоспорт                   | 2              | 2                      | 2              | 2                      | 4              | 4                      |
| 4     | Гольф                       | 2              | 2                      |                |                        | 2              | 2                      |
| 5     | Гребля на байдарках и каноэ |                |                        | 3              | 3                      | 3              | 3                      |
| 6     | Дзюдо                       | 1              | 1                      | 1              | 1                      | 2              | 2                      |
| 7     | Конный спорт                | 1              | 1                      |                |                        | 1              | 1                      |
| 8     | Лёгкая атлетика             | 6              | 6                      | 3              | 3                      | 9              | 9                      |
| 9     | Настольный теннис           | 1              | 1                      | 2              | 2                      | 3              | 3                      |
| 10    | Парусный спорт              | 1              | 1                      | 1              | 1                      | 2              | 2                      |
| 11    | Плавание                    | 1              | 1                      | 2              | 1                      | 3              | 2                      |
| 12    | Пляжный волейбол            | 1              | 2                      |                |                        | 1              | 2                      |
| 13    | Современное пятиборье       | 1              | 1                      |                |                        | 1              | 1                      |
| 14    | Стрельба                    | 1              | 1                      | 1              | 1                      | 2              | 2                      |
| 15    | Стрельба из лука            | 1              | 1                      |                |                        | 1              | 1                      |
| 16    | Теннис                      | 4              | 3                      |                |                        | 4              | 3                      |
| 17    | Триатлон                    | 2              | 2                      |                |                        | 2              | 2                      |
| 18    | Тхэквондо                   | 1              | 1                      | 1              | 1                      | 2              | 2                      |
| 19    | Фехтование                  |                |                        | 1              | 1                      | 1              | 1                      |
|       | ИТОГО                       | 29             | 30                     | 18             | 18                     | 47             | 48                     |

## Состав команды
Академическая гребля
1. Сезар Абароа[англ.]
2. Эбер Санхуэса[англ.]
3. Мелита Абрахам[англ.]
4. Антония Абрахам[англ.]

 Борьба
Греко-римская борьба
1. Нестор Алманса
2. Ясмани Акоста

Велоспорт
 Шоссейный велоспорт
1. Каталина Сото[англ.]

 Маунтинбайк
1. Мартин Видаурре[англ.]

 BMX-гонки
1. Маурисио Молина[англ.]

 BMX-фристайл
1. Макарена Перес Грассе[англ.]

 Гольф
1. Хоаким Ниеманн[англ.]
2. Мито Перейра[англ.]

Гребля на байдарках и каноэ
 Гребля на гладкой воде
1. Мария Майяр
2. Паула Гомес[англ.]
3. Карен Роко[англ.]

 Дзюдо
1. Томас Брисеньо[англ.]
2. Мари Ди Варгас[англ.]

 Конный спорт
1. Агустин Коваррубиас[англ.]

 Лёгкая атлетика
1. Мартин Саэнс[англ.]
2. Карлос Диас[англ.]
3. Уго Картилео[англ.]
4. Клаудио Ромеро[англ.]
5. Габриэль Кер[англ.]
6. Умберто Мансилья
7. Мартина Вейль[англ.]
8. Ивана Гальярдо[англ.]
9. Наталия Дуко

 Настольный теннис
1. Николас Бургос[англ.]
2. Мария Паулина Вега[англ.]
3. Цзэн Чжиин[англ.]

 Парусный спорт
1. Клементе Сегуэль[англ.]
2. Мария Хосе Понсель[англ.]

 Плавание
1. Эдуардо Систернас[англ.]
2. Кристель Кёбрих

 Пляжный волейбол
1. Марко Гримальт[англ.]
2. Эстебан Гримальт[англ.]

 Современное пятиборье
1. Эстебан Бустос[англ.]

 Стрельба
1. Диего Сантьяго Парра[англ.]
2. Франсиска Кроветто

 Стрельба из лука
1. Андрес Галлардо[англ.]

 Теннис
1. Николас Ярри
2. Алехандро Табило
3. Томас Барриос Вера

 Триатлон
1. Диего Мойя[англ.]
2. Гаспар Риверос[англ.]

 Тхэквондо
1. Хоакин Чурчиль[англ.]
2. Фернанда Агирре[англ.]

 Фехтование
1. Аранца Иностроза[англ.]

## Академическая гребля
Чили завоевало по одной квоте на участие в соревнованиях по академической гребле на Чемпионате мира 2023 года в Белграде, Сербия и на Американской квалификационной регате в Рио-де-Жанейро, Бразилия.
Мужчины
| Спортсмен                  | Дисциплина               | Заезд   | Заезд | Утеш. заезд | Утеш. заезд | Полуфиналы | Полуфиналы | Финалы  | Финалы |
| Спортсмен                  | Дисциплина               | Время   | Место | Время       | Место       | Время      | Место      | Время   | Место  |
| -------------------------- | ------------------------ | ------- | ----- | ----------- | ----------- | ---------- | ---------- | ------- | ------ |
| Сезар Абароа Эбер Санхуэса | Двойки парные, легковесы | 6.46,90 | 4 R   | 6.58,78     | 4 Q FС      | —          | —          | 6.28,00 | 13     |

Женщины
| Спортсмен                      | Дисциплина       | Заезд   | Заезд    | Утеш. заезд | Утеш. заезд | Полуфиналы | Полуфиналы | Финалы  | Финалы |
| Спортсмен                      | Дисциплина       | Время   | Место    | Время       | Место       | Время      | Место      | Время   | Место  |
| ------------------------------ | ---------------- | ------- | -------- | ----------- | ----------- | ---------- | ---------- | ------- | ------ |
| Мелита Абрахам Антония Абрахам | Двойки распашные | 7.23,01 | 3 Q SA/B | —           | —           | 7.26,82    | 4 Q FB     | 7.10,45 | 9      |

Легенда: FA=Финал А (медали); FB=Финал В; FC=Финал С; FD=Финал D; FE=Финал E; FF=Финал F; SA/B=Полуфиналы A/B; SC/D=Полуфиналы C/D; SE/F=Полуфиналы E/F; QF=Четвертьфиналы; R=Утешительные заезды

## Борьба
Чили завоевало два места в соревнования по греко-римской борьбе на Панамериканском квалификационном турнире 2024 года в Акапулько, Мексика.
Греко-римская борьба
| Спортсмен      | Категория         | 1/8 финала              | Четвертьфиналы              | Полуфиналы           | Утешит. поединки     | Финал /За 3 место     | Финал /За 3 место |
| Спортсмен      | Категория         | Соперник Результат      | Соперник Результат          | Соперник Результат   | Соперник Результат   | Соперник Результат    | Место             |
| -------------- | ----------------- | ----------------------- | --------------------------- | -------------------- | -------------------- | --------------------- | ----------------- |
| Нестор Алманса | Мужчины до 67 кг  | MDAВалентин Петик П 0–4 | завершил выступление        | завершил выступление | завершил выступление | завершил выступление  | 13                |
| Ясмани Акоста  | Мужчины до 130 кг | BULКирил Милов В 1–1    | EGYАбделлатиф Мохамед В 2—1 | CHNМэн Линчжэ В 1–1  | —                    | CUBМихаин Лопес П 0–6 | 2                 |

## Велоспорт
Чили получило по рейтингу UCI одно место в женской групповой гонке на шоссе.

### Шоссейные велогонки
| Спортсмен     | Дисциплина              | Время   | Место |
| ------------- | ----------------------- | ------- | ----- |
| Каталина Сото | Женщины Групповая гонка | 4:09.49 | 60    |

### Маунтинбайк
Чили завоевало одно место в мужские соревнования по маунтинбайку согласно Олимпийскому квалификационному рейтингу UCI.
| Спортсмен       | Категория | Время   | Место |
| --------------- | --------- | ------- | ----- |
| Мартин Видаурре | Женщины   | 1:29.00 | 11    |

### BMX
BMX-гонки
Чили завоевало одно место на участие в мужской BMX-гонке по результатам Чемпионат мира по BMX 2024 года в Рок-Хилле, США.
| Спортсмен       | Дисциплина | Четвертьфиналы | Четвертьфиналы | Утеш. заезд | Утеш. заезд | Полуфиналы | Полуфиналы | Финал                | Финал                |
| Спортсмен       | Дисциплина | Баллы          | Место          | Результат   | Место       | Баллы      | Место      | Результат            | Место                |
| --------------- | ---------- | -------------- | -------------- | ----------- | ----------- | ---------- | ---------- | -------------------- | -------------------- |
| Маурисио Молина | Мужчины    | 17             | 18 q           | 33,881      | 3 Q         | 28         | 8          | завершил выступление | завершил выступление |

BMX-Фристайл
Чили получило одно место в женские соревнования по BMX-фристайлу по результатам Чемпионат мира по BMX-фристайлу 2023 года в Глазго, Великобритания.
| Спортсмен             | Категория | Квалификация | Квалификация | Квалификация | Квалификация | Финал   | Финал   | Финал            | Финал |
| Спортсмен             | Категория | 1 заезд      | 2 заезд      | Средний балл | Место        | 1 заезд | 2 заезд | Лучший результат | Место |
| --------------------- | --------- | ------------ | ------------ | ------------ | ------------ | ------- | ------- | ---------------- | ----- |
| Макарена Перес Грассе | Женщины   | 85,13        | 83,36        | 84,24        | 7 Q          | 83,30   | 84,55   | 84,55            | 5     |

## Гольф
Чили получило два места в мужские соревнования по гольфу в соответствии с рейтингом IGF.
| Сопртсмен      | Категория | Раунд 1 | Раунд 2 | Раунд 3 | Раунд 4 | Итого | Итого | Итого |
| Сопртсмен      | Категория | Счёт    | Счёт    | Счёт    | Счёт    | Счёт  | К пар | Место |
| -------------- | --------- | ------- | ------- | ------- | ------- | ----- | ----- | ----- |
| Хоаким Ниеманн | Мужчины   | 66      | 70      | 68      | 68      | 272   | −12   | =9    |
| Мито Перейра   | Мужчины   | 69      | 76      | 74      | 66      | 285   | +1    | =45   |

## Гребля на байдарках и каноэ
Чили завоевало право выставить по одной лодке в соревнованиях по гребле на байдарках и каноэ на гладкой воде по результатам Чемпионата мира 2023 года в Дуйсбурге, Германия и на Панамериканской квалификационной регате 2024 года в Сарасоте, США. Еще одну лодку Чили получило возможность заявить благодаря квалификации гребцов в других дисциплинах согласно правилам ICF.

### Гладкая вода
Женщины
| Спортсмен               | Дисциплина           | Заезды  | Заезды | Четвертьфиналы | Четвертьфиналы | Полуфиналы | Полуфиналы | Финалы  | Финалы |
| Спортсмен               | Дисциплина           | Время   | Место  | Время          | Место          | Время      | Место      | Время   | Место  |
| ----------------------- | -------------------- | ------- | ------ | -------------- | -------------- | ---------- | ---------- | ------- | ------ |
| Мария Майяр             | Каноэ-одиночка 200 м | 46,50   | 2 SF   | —              | —              | 46,76      | 6 FB       | 46,77   | 12     |
| Карен Роко              | Каноэ-одиночка 200 м | 47,55   | 5 QF   | 47,73          | 2 SF           | 47,63      | 7 FB       | 48,25   | 15     |
| Мария Майяр Паула Гомес | Каноэ-двойка 500 м   | 2.00,28 | 4 QF   | 2.00,82        | 2 SF           | 1.58,10    | 5 FB       | 2.05,02 | 12     |

## Дзюдо
Чили получили по рейтингу IJF по одному месту в мужские и женские соревнования.
| Спортсмен      | Категория         | 1/16 финала               | 1/8 финала             | Четвертьфиналы        | Полуфиналы            | Утеш. поединки        | Финал / За 3 место    | Финал / За 3 место    |                      |
| Спортсмен      | Категория         | Соперник Результат        | Соперник Результат     | Соперник Результат    | Соперник Результат    | Соперник Результат    | Соперник Результат    | Место                 |                      |
| -------------- | ----------------- | ------------------------- | ---------------------- | --------------------- | --------------------- | --------------------- | --------------------- | --------------------- | -------------------- |
| Томас Брисеньо | Мужчины до 100 кг | —                         | POLПётр Кучера П 00–10 | завершил выступление  | завершил выступление  | завершил выступление  | завершил выступление  | завершил выступление  | завершил выступление |
| Мари Ди Варгас | Женщины до 48 кг  | ESPЛаура Мартинес П 00–01 | завершила выступление  | завершила выступление | завершила выступление | завершила выступление | завершила выступление | завершила выступление |                      |

## Конный спорт
Чили получило одно местj в личных соревнованиях в конкуре по результатам Панамериканских игр 2023 года в Сантьяго, Чили.

### Конкур
| Спортсмен           | Лошадь                 | Дисциплина    | Квалификация | Квалификация | Квалификация | Финал                | Финал                | Финал                |
| Спортсмен           | Лошадь                 | Дисциплина    | Штраф        | Время        | Место        | Штраф                | Время                | Место                |
| ------------------- | ---------------------- | ------------- | ------------ | ------------ | ------------ | -------------------- | -------------------- | -------------------- |
| Агустин Коваррубиас | Nelson du Petit Vivier | Личный турнир | 31           | 81,68        | 65           | завершил выступление | завершил выступление | завершил выступление |

## Легкая атлетика
Чилийские легкоатлеты выполнили нормативы для участия в Играх 2024 года, пройдя прямую квалификацию или по мировому рейтингу, в следующих соревнованиях (максимум по 3 спортсмена в каждом):
Беговые дисциплины
| Спортсмен     | Дисциплина        | Забеги    | Забеги | Утеш. забеги | Утеш. забеги | Полуфиналы            | Полуфиналы            | Финал                 | Финал                 |
| Спортсмен     | Дисциплина        | Результат | Место  | Результат    | Место        | Результат             | Место                 | Результат             | Место                 |
| ------------- | ----------------- | --------- | ------ | ------------ | ------------ | --------------------- | --------------------- | --------------------- | --------------------- |
| Мартин Саэнс  | Мужчины 110 м с/б | 13,83     | 8 R    | 13,95        | 6            | завершил выступление  | завершил выступление  | завершил выступление  | завершил выступление  |
| Карлос Диас   | Мужчины марафон   | —         | —      | —            | —            | —                     | —                     | 2:14.25               | 53                    |
| Уго Картилео  | Мужчины марафон   | —         | —      | —            | —            | —                     | —                     | 2:15.44               | 59                    |
| Мартина Вейль | 400 м             | 51,15     | 4 R    | 51,79        | 6            | завершила выступление | завершила выступление | завершила выступление | завершила выступление |

Технические дисциплины
| Спортсмен        | Дисциплина             | Полуфиналы | Полуфиналы | Финал                 | Финал                 |
| Спортсмен        | Дисциплина             | Результат  | Место      | Результат             | Место                 |
| ---------------- | ---------------------- | ---------- | ---------- | --------------------- | --------------------- |
| Клаудио Ромеро   | Мужчины метание диска  | NM         | NM         | завершил выступление  | завершил выступление  |
| Габриэль Кер     | Мужчины метание молота | 72,31      | 20         | завершил выступление  | завершил выступление  |
| Умберто Мансилья | Мужчины метание молота | 71,83      | 24         | завершил выступление  | завершил выступление  |
| Ивана Гальярдо   | Женщины толкание ядра  | 17,47      | 18         | завершила выступление | завершила выступление |
| Наталия Дуко     | Женщины толкание ядра  | 16,11      | 30         | завершила выступление | завершила выступление |

## Настольный теннис
Чили завоевало одно место в мужских индивидуальных соревнованиях по рейтингу ITTF и два места в женских индивидуальных соревнованиях на Панамериканском квалификационном турнире 2024 года в Лиме, Перу.
| Спортсмен          | Дисциплина     | Предварит.              | 1/32                        | 1/16                  | 1/8                   | Четвертьфиналы        | Полуфиналы            | Финал / За 3 место    | Финал / За 3 место    |                       |
| Спортсмен          | Дисциплина     | Соперник Результат      | Соперник Результат          | Соперник Результат    | Соперник Результат    | Соперник Результат    | Соперник Результат    | Соперник Результат    | Место                 |                       |
| ------------------ | -------------- | ----------------------- | --------------------------- | --------------------- | --------------------- | --------------------- | --------------------- | --------------------- | --------------------- | --------------------- |
| Николас Бургос     | Мужчины личное | —                       | KAZКирилл Герасименко П 0–4 | завершил выступление  | завершил выступление  | завершил выступление  | завершил выступление  | завершил выступление  | завершил выступление  | завершил выступление  |
| Мария Паулина Вега | Женщины личное | —                       | CANЧжан Мо П 0–4            | завершила выступление | завершила выступление | завершила выступление | завершила выступление | завершила выступление | завершила выступление | завершила выступление |
| Цзэн Чжиин         | Женщины личное | LBNМариана Саакян П 1–4 | завершила выступление       | завершила выступление | завершила выступление | завершила выступление | завершила выступление | завершила выступление | завершила выступление | завершила выступление |

## Парусный спорт
Чили завоевало право выставить по одной лодке (яхте) в нижеследующих классах судов по результатам Чемпионата мира 2024 в классе ILCA 7 в Аделаиде, Австралия и Панамериканские игры 2023 года в Чили.
Медальные гонки
| Спортсмен          | Дисциплина     | Гонка | Гонка | Гонка | Гонка | Гонка | Гонка | Гонка | Гонка | Гонка    | Гонка    | Гонка | Баллы | Место |
| Спортсмен          | Дисциплина     | 1     | 2     | 3     | 4     | 5     | 6     | 7     | 8     | 9        | 10       | M*    | Баллы | Место |
| ------------------ | -------------- | ----- | ----- | ----- | ----- | ----- | ----- | ----- | ----- | -------- | -------- | ----- | ----- | ----- |
| Клементе Сегуэль   | Мужчины ILCA 7 | 2     | 28    | 18    | 10    | 8     | 17    | 18    | 9     | отменены | отменены | 12    | 94    | 8     |
| Мария Хосе Понсель | Женщины ILCA 6 | 37    | 42    | 37    | 36    | 39    | 37    | 27    | 37    | 28       | отменена | EL    | 278   | 38    |

M = Медальная гонка; EL = Выбыл – не участвовал в медальной гонке

## Плавание
Чилийские пловцы выполнили требования для участия в одной дисциплинах плавательного турнира Олимпиады у женщин и получили по одной универсальной квоте в соревнования мужчин и женщин.
Мужчины
| Спортсмен         | Дисциплина           | Заплывы  | Заплывы | Полуфиналы | Полуфиналы | Финал                 | Финал                 |
| Спортсмен         | Дисциплина           | Время    | Место   | Время      | Место      | Время                 | Место                 |
| ----------------- | -------------------- | -------- | ------- | ---------- | ---------- | --------------------- | --------------------- |
| Эдуардо Систернас | 400 м вольный стиль  | 3:51.29  | 25      | —          | —          | завершил выступление  | завершил выступление  |
| Кристель Кёбрих   | 800 м вольный стиль  | 8:46.46  | 15      | —          | —          | завершила выступление | завершила выступление |
| Кристель Кёбрих   | 1500 м вольный стиль | 16:27.18 | 14      | —          | —          | завершила выступление | завершила выступление |

## Пляжный волейбол
Чили получило одну квоту на участие в мужском олимпийских турнирах по пляжному волейболу, выиграв Кубок CSV 2024 года для Южной Америки в Асунсьоне, Парагвай.
| Спортсмены                      | Категория | Групповой этап                                      | Групповой этап                                              | Групповой этап                                           | Групповой этап | Стыковые матчи                                   | 1/8 финала                                         | Четвертьфиналы        | Полуфиналы            | Финал / Матч за 3 место | Место                 |
| Спортсмены                      | Категория | Соперник Счёт                                       | Соперник Счёт                                               | Соперник Счёт                                            | Место          | Соперник Счёт                                    | Соперник Счёт                                      | Соперник Счёт         | Соперник Счёт         | Соперник Счёт           | Место                 |
| ------------------------------- | --------- | --------------------------------------------------- | ----------------------------------------------------------- | -------------------------------------------------------- | -------------- | ------------------------------------------------ | -------------------------------------------------- | --------------------- | --------------------- | ----------------------- | --------------------- |
| Марко Гримальт Эстебан Гримальт | Мужчины   | NORАндерс Мол / Кристиан Сёрум П 0-2 (14–21, 16–21) | NEDМэттью Иммерс / Стевен ван де Велде П 0-2 (19–21, 16–21) | ITAАлекс Раньери / Адриан Карамбула В 2-0 (21–15, 23–21) | 3 LL           | CANДэниел Диринг / Сэм Шахтер В 2-0 (21–1, 21–0) | QATШериф Юнусс / Ахмед Тиджан П 0-2 (14–21, 13–21) | завершили выступление | завершили выступление | завершили выступление   | завершили выступление |

## Современное пятиборье
Чили получило одно место в мужской олимпийский турнир по современному пятиборью в результате перераспределения квот.
| Спортсмен      | Дисциплина     | Дисциплина | Фехтование (шпага до 1 укола) | Фехтование (шпага до 1 укола) | Фехтование (шпага до 1 укола) | Фехтование (шпага до 1 укола) | Плавание (200 м вольный стиль) | Плавание (200 м вольный стиль) | Плавание (200 м вольный стиль) | Конный спорт (конкур) | Конный спорт (конкур) | Конный спорт (конкур) | Конный спорт (конкур) | Комбинация: стрельба и бег (10 м пистолет)/(3200 м) | Комбинация: стрельба и бег (10 м пистолет)/(3200 м) | Комбинация: стрельба и бег (10 м пистолет)/(3200 м) | Сумма                | Место                |
| Спортсмен      | Дисциплина     | Дисциплина | ОР                            | Место                         | Баллы                         | БР                            | Время                          | Место                          | Баллы                          | Время                 | Штраф                 | Место                 | Баллы                 | Время                                               | Место                                               | Баллы                                               | Сумма                | Место                |
| -------------- | -------------- | ---------- | ----------------------------- | ----------------------------- | ----------------------------- | ----------------------------- | ------------------------------ | ------------------------------ | ------------------------------ | --------------------- | --------------------- | --------------------- | --------------------- | --------------------------------------------------- | --------------------------------------------------- | --------------------------------------------------- | -------------------- | -------------------- |
| Эстебан Бустос | Мужской турнир | Полуфинал  | 13—22                         | 31                            | 190                           | 2                             | 2.09,70                        | 17                             | 291                            | 72,56                 | 19                    | 16                    | 281                   | 10.46,96                                            | 17                                                  | 654                                                 | 16                   | 1418                 |
| Эстебан Бустос | Мужской турнир | Финал      | завершил выступление          | завершил выступление          | завершил выступление          | завершил выступление          | завершил выступление           | завершил выступление           | завершил выступление           | завершил выступление  | завершил выступление  | завершил выступление  | завершил выступление  | завершил выступление                                | завершил выступление                                | завершил выступление                                | завершил выступление | завершил выступление |

## Стрельба
Чили завоевало два места в различных дисциплинах олимпийского турнира стрелков на Чемпионате мира по стрельбе 2023 года в Баку, Азербайджан и на Чемпионате Америки по пулевой стрельбе 2024 года в Буэнос-Айресе, Аргентина.
Мужчины
| Спортсмен            | Дисциплина                    | Квалификация | Квалификация | Финал                | Финал                |
| Спортсмен            | Дисциплина                    | Баллы        | Место        | Баллы                | Место                |
| -------------------- | ----------------------------- | ------------ | ------------ | -------------------- | -------------------- |
| Диего Сантьяго Парра | Пневматический пистолет, 10 м | 568          | 27           | завершил выступление | завершил выступление |

Женщины
| Спортсмен          | Дисциплина | Квалификация | Квалификация | Финал | Финал |
| Спортсмен          | Дисциплина | Баллы        | Место        | Баллы | Место |
| ------------------ | ---------- | ------------ | ------------ | ----- | ----- |
| Франсиска Кроветто | Скит       | 120          | 5 Q          | 55 +7 | 1     |

## Стрельба из лука
Чили завоевало одно место на участие в мужском личном олимпийском турнире лучников на Панамериканском чемпионате по стрельбе из лука 2024 года в Медельине, Колумбия.
| Спортсмен       | Дисциплина                        | Предварительный раунд | Предварительный раунд | 1/32                | 1/16                 | Четвертьфиналы       | Полуфиналы           | Финал / За 3 место   | Финал / За 3 место   |                      |
| Спортсмен       | Дисциплина                        | Результат             | Посев                 | Соперник Счет       | Соперник Счет        | Соперник Счет        | Соперник Счет        | Соперник Счет        | Место                |                      |
| --------------- | --------------------------------- | --------------------- | --------------------- | ------------------- | -------------------- | -------------------- | -------------------- | -------------------- | -------------------- | -------------------- |
| Андрес Галлардо | Мужчины индивидуальное первенство | 641                   | 57                    | TURМете Газоз П 0–6 | завершил выступление | завершил выступление | завершил выступление | завершил выступление | завершил выступление | завершил выступление |

## Теннис
Чили завоевало два места в мужской одиночный и одно место в мужской парный турниры по рейтингу ATP, а также одно место в мужской одиночный турнир на Панамериканских играх 2023 года в Сантьяго, Чили.
| Спортсмен                     | Дисциплина        | 1/32 финала                       | 1/16 финала                                               | 1/8 финала                                           | Четвертьфиналы        | Полуфиналы            | Финал / За 3 место    | Финал / За 3 место    |
| Спортсмен                     | Дисциплина        | Соперник Счёт                     | Соперник Счёт                                             | Соперник Счёт                                        | Соперник Счёт         | Соперник Счёт         | Соперник Счёт         | Место                 |
| ----------------------------- | ----------------- | --------------------------------- | --------------------------------------------------------- | ---------------------------------------------------- | --------------------- | --------------------- | --------------------- | --------------------- |
| Николас Ярри                  | Мужчины одиночный | AUSАлексей Попырин П 2–6, 1–6     | завершил выступление                                      | завершил выступление                                 | завершил выступление  | завершил выступление  | завершил выступление  | завершил выступление  |
| Алехандро Табило              | Мужчины одиночный | AINРоман Сафиуллин П 4–6, 4–6     | завершил выступление                                      | завершил выступление                                 | завершил выступление  | завершил выступление  | завершил выступление  | завершил выступление  |
| Томас Барриос Вера            | Мужчины одиночный | ARGФрансиско Серундоло П 2–6, 1–6 | завершил выступление                                      | завершил выступление                                 | завершил выступление  | завершил выступление  | завершил выступление  | завершил выступление  |
| Николас Ярри Алехандро Табило | Мужчины парный    | —                                 | ITAЛучано Дардери Лоренцо Музетти В 6–3, 6–7(5–7), [10–5] | CZEТомаш Махач Адам Павласек П 7–5, 6–7(6–8), [4–10] | завершили выступление | завершили выступление | завершили выступление | завершили выступление |

## Триатлон
Чили завоевало два места в соревнования мужчин в соответствии с Мировым индивидуальным рейтингом World Triathlon.
Личное
| Спортсмен      | Категория | Время             | Время     | Время             | Время     | Время       | Время   | Место |
| Спортсмен      | Категория | Плавание (1,5 км) | Переход 1 | Велосипед (40 км) | Переход 2 | Бег (10 км) | Всего   | Место |
| -------------- | --------- | ----------------- | --------- | ----------------- | --------- | ----------- | ------- | ----- |
| Диего Мойя     | Мужчины   | 21.05             | 0.51      | 51.31             | 0.26      | 33.54       | 1:47.47 | 28    |
| Гаспар Риверос | Мужчины   | 22.14             | 0.50      | 53.47             | 0.28      | 32.29       | 1:49.48 | 38    |

## Тхэквондо
Чили завоевало по одному месту в мужском и женском турнирах через Панамериканский квалификационный турнир 2024 года в Санто-Доминго, Доминиканская Республика.
| Спортсмен       | Дисциплина          | 1/8 финала                     | Четвертьфиналы        | Полуфиналы            | Утеш. поединки        | Финал/За 3 место      | Финал/За 3 место      |
| Спортсмен       | Дисциплина          | Соперник Результат             | Соперник Результат    | Соперник Результат    | Соперник Результат    | Соперник Результат    | Место                 |
| --------------- | ------------------- | ------------------------------ | --------------------- | --------------------- | --------------------- | --------------------- | --------------------- |
| Хоакин Чурчиль  | Мужчины до 80 кг    | KORСо Гон У П 8—6, 16—16, 1—14 | завершил выступление  | завершил выступление  | завершил выступление  | завершил выступление  | завершил выступление  |
| Фернанда Агирре | Женщины свыше 67 кг | TURНафия Куш П 4—4, 0—2, 0—3   | завершила выступление | завершила выступление | завершила выступление | завершила выступление | завершила выступление |

## Фехтование
Чили получило по рейтингу FEI одно индивидуальное место в женской рапире.
| Спортсмен        | Дисциплина     | 1/16 финала            | 1/8 финала            | Четвертьфинал         | Полуфинал             | Финал / За 3 место    | Финал / За 3 место    |
| Спортсмен        | Дисциплина     | Соперник Счет          | Соперник Счет         | Соперник Счет         | Соперник Счет         | Соперник Счет         | Место                 |
| ---------------- | -------------- | ---------------------- | --------------------- | --------------------- | --------------------- | --------------------- | --------------------- |
| Аранца Иностроза | Женщины рапира | CANДжессика Гуо П 7–15 | завершила выступление | завершила выступление | завершила выступление | завершила выступление | завершила выступление |